# Montgaillard-Lauragais
Montgaillard-Lauragais is een gemeente in het Franse departement Haute-Garonne (regio Occitanie) en telt 637 inwoners (2005). De plaats maakt deel uit van het arrondissement Toulouse.

## Geografie
De oppervlakte van Montgaillard-Lauragais bedraagt 11,2 km², de bevolkingsdichtheid is 56,9 inwoners per km².
De onderstaande kaart toont de ligging van Montgaillard-Lauragais met de belangrijkste infrastructuur en aangrenzende gemeenten.

## Demografie
Onderstaande figuur toont het verloop van het inwonertal (bron: INSEE-tellingen).